# Грибов (Стропков)
Грибов (слч. Gribov) насељено је мјесто са административним статусом сеоске општине (слч. obec) у округу Стропков, у Прешовском крају, Словачка Република.

## Становништво
| Година:    | 1994. | 2004.   | 2014.   | 2024.   |
| ---------- | ----- | ------- | ------- | ------- |
| Број људи: | 195   | 191     | 201     | 185     |
| Разлика:   |       | -2,05 % | +5,23 % | -7,96 % |

| Година:    | 2023. | 2024.   |
| ---------- | ----- | ------- |
| Број људи: | 183   | 185     |
| Разлика:   |       | +1,09 % |

Према подацима о броју становника из 2024. године насеље је имало 185 становника.